# Wild 3
Komet Wild 3 (uradno ime je 86P/Wild), je periodični komet z obhodno dobo okoli 6,9 let.
 Komet pripada Jupitrovi družini kometov .

## Odkritje[3]
Komet je odkril Paul Wild iz Astronomskega inštituta na Univerzi v Bernu, Švica, na fotografskih ploščah, ki so bile posnete v aprilu 1980.  Posnetke so razvili in pregledali šele čez približno en mesec. Pozneje so komet ponovno našli na plošči, ki je bila posneta 7. maja 1980.

## Lastnosti
Komet ima premer 0,86 km .